# Tour of Chongming Island 2016
Den 10. udgave af Tour of Chongming Island fandt sted den 6. maj til 9. maj 2016. Det var det syvende løb i UCI Women's World Tour 2016.

## Etaperne
| Etape    | Dato   | Start – Mål                         | type       | Afstand (km) | Etapevinder     | Førende rytter  |
| -------- | ------ | ----------------------------------- | ---------- | ------------ | --------------- | --------------- |
| 1. etape | 6. maj | Chongming Island – Chongming Island | flad etape | 139,8        | Huang Ting-ying | Huang Ting-ying |
| 2. etape | 7. maj | Chongming Island – Chongming Island | flad etape | 112,8        | Chloe Hosking   | Chloe Hosking   |
| 3. etape | 8. maj | Chongming Island – Chongming Island | flad etape | 99           | Huang Ting-ying | Chloe Hosking   |

## Resultater

### 1. etape
6. maj 2016 – Xincheng Park – Xincheng Park,139,8 km
| Nr. | Rytter                        | Hold                                  | Tid        |
| --- | ----------------------------- | ------------------------------------- | ---------- |
| 1   | Huang Ting-ying (TAI)         | Taiwan (national team)                | 3h 21' 25" |
| 2   | Leah Kirchmann (CAN)          | Team Liv-Plantur                      | s.t.       |
| 3   | Chloe Hosking (AUS)           | Wiggle High5                          | s.t.       |
| 4   | Maria Vittoria Sperotto (ITA) | Servetto Footon                       | s.t.       |
| 5   | Pascale Jeuland (FRA)         | Poitou-Charentes.Futuroscope.86       | s.t.       |
| 6   | Roxane Fournier (FRA)         | Poitou-Charentes.Futuroscope.86       | s.t.       |
| 7   | Anna Trevisi (ITA)            | Alé-Cipollini                         | s.t.       |
| 8   | Annalisa Cucinotta (ITA)      | Alé-Cipollini                         | s.t.       |
| 9   | Jutatip Maneephan (THA)       | Thailand (national team)              | s.t.       |
| 10  | Jip van den Bos (NED)         | Parkhotel Valkenburg Continental Team | s.t.       |

| Nr. | Rytter                        | Hold                            | Tid        |
| --- | ----------------------------- | ------------------------------- | ---------- |
| 1   | Huang Ting-ying (TAI)         | Taiwan (national team)          | 3t 21' 25" |
| 2   | Leah Kirchmann (CAN)          | Team Liv-Plantur                | + 2"       |
| 3   | Annalisa Cucinotta (ITA)      | Alé-Cipollini                   | + 4"       |
| 4   | Chloe Hosking (AUS)           | Wiggle High5                    | + 6"       |
| 5   | Emilie Moberg (NOR)           | Team Hitec Products             | + 7"       |
| 6   | Lucy Garner (GBR)             | Wiggle High5                    | + 9"       |
| 7   | Maria Vittoria Sperotto (ITA) | Servetto Footon                 | + 10"      |
| 8   | Pascale Jeuland (FRA)         | Poitou-Charentes.Futuroscope.86 | + 10"      |
| 9   | Roxane Fournier (FRA)         | Poitou-Charentes.Futuroscope.86 | + 10"      |
| 10  | Anna Trevisi (ITA)            | Alé-Cipollini                   | + 10"      |

### 2. etape
7. maj 2016 – Xincheng Park – Xincheng Park, 112,8 km
| Nr. | Rytter                   | Hold                                  | Tid        |
| --- | ------------------------ | ------------------------------------- | ---------- |
| 1   | Chloe Hosking (AUS)      | Wiggle High5                          | 2h 43' 46" |
| 2   | Leah Kirchmann (CAN)     | Team Liv-Plantur                      | s.t.       |
| 3   | Jip van den Bos (NED)    | Parkhotel Valkenburg Continental Team | s.t.       |
| 4   | Emilie Moberg (NOR)      | Team Hitec Products                   | s.t.       |
| 5   | Annalisa Cucinotta (ITA) | Alé-Cipollini                         | s.t.       |
| 6   | Sheyla Gutiérrez (ESP)   | Cylance Pro Cycling                   | s.t.       |
| 7   | Mia Radotic (CRO)        | BTC City Ljubljana                    | s.t.       |
| 8   | Gu Sun-geun (KOR)        | Korea (national team)                 | s.t.       |
| 9   | Roxane Fournier (FRA)    | Poitou-Charentes.Futuroscope.86       | s.t.       |
| 10  | Arianna Fidanza (ITA)    | Astana                                | s.t.       |

| Nr. | Rytter                   | Hold                                  | Tid        |
| --- | ------------------------ | ------------------------------------- | ---------- |
| 1   | Chloe Hosking (AUS)      | Wiggle High5                          | 6t 04' 52" |
| 2   | Leah Kirchmann (CAN)     | Team Liv-Plantur                      | + 4"       |
| 3   | Huang Ting-ying (TAI)    | Taiwan (national team)                | + 9"       |
| 4   | Annalisa Cucinotta (ITA) | Alé-Cipollini                         | + 11"      |
| 5   | Jip van den Bos (NED)    | Parkhotel Valkenburg Continental Team | + 15"      |
| 6   | Roxane Fournier (FRA)    | Poitou-Charentes.Futuroscope.86       | + 16"      |
| 7   | Emilie Moberg (NOR)      | Team Hitec Products                   | + 16"      |
| 8   | Mia Radotic (CRO)        | BTC City Ljubljana                    | + 18"      |
| 9   | Lucy Garner (GBR)        | Wiggle High5                          | + 18"      |
| 10  | Sheyla Gutiérrez (ESP)   | Cylance Pro Cycling                   | + 19"      |

### 3. etape
8. maj 2016 – Xincheng Park – Xincheng Park, 99 km
| Nr. | Rytter                 | Hold                                  | Tid        |
| --- | ---------------------- | ------------------------------------- | ---------- |
| 1   | Huang Ting-ying (TAI)  | Taiwan (landshold)                    | 2t 26' 06" |
| 2   | Roxane Fournier (FRA)  | Poitou-Charentes.Futuroscope.86       | s.t.       |
| 3   | Ilona Hoeksma (NED)    | Parkhotel Valkenburg Continental Team | s.t.       |
| 4   | Jermaine Post (NED)    | Parkhotel Valkenburg Continental Team | s.t.       |
| 5   | Sheyla Gutiérrez (ESP) | Cylance Pro Cycling                   | s.t.       |
| 6   | Jip van den Bos (NED)  | Parkhotel Valkenburg Continental Team | s.t.       |
| 7   | Pascale Jeuland (FRA)  | Poitou-Charentes.Futuroscope.86       | s.t.       |
| 8   | Arianna Fidanza (ITA)  | Astana                                | s.t.       |
| 9   | Sara Mustonen (SWE)    | Team Liv-Plantur                      | s.t.       |
| 10  | Leah Kirchmann (CAN)   | Team Liv-Plantur                      | s.t.       |

| Nr. | Rytter                   | Hold                                  | Tid        |
| --- | ------------------------ | ------------------------------------- | ---------- |
| 1   | Chloe Hosking (AUS)      | Wiggle High5                          | 8h 30' 56" |
| 2   | Huang Ting-ying (TAI)    | Taiwan (national team)                | + 1"       |
| 3   | Leah Kirchmann (CAN)     | Team Liv-Plantur                      | + 5"       |
| 4   | Annalisa Cucinotta (ITA) | Alé-Cipollini                         | + 11"      |
| 5   | Roxane Fournier (FRA)    | Poitou-Charentes.Futuroscope.86       | + 12"      |
| 6   | Jip van den Bos (NED)    | Parkhotel Valkenburg Continental Team | + 17"      |
| 7   | Ilona Hoeksma (NED)      | Parkhotel Valkenburg Continental Team | + 17"      |
| 8   | Emilie Moberg (NOR)      | Team Hitec Products                   | + 18"      |
| 9   | Olena Pavlukhina (AZE)   | BTC City Ljubljana                    | + 18"      |
| 10  | Eugenia Bujak (POL)      | BTC City Ljubljana                    | + 18"      |